# Kanie Iławeckie
Kanie Iławeckie (niem. Salwarschienen) – wieś w Polsce położona w województwie warmińsko-mazurskim, w powiecie bartoszyckim, w gminie Górowo Iławeckie. W latach 1975–1998 miejscowość administracyjnie należała do województwa olsztyńskiego.
W 1889 r. był to majątek ziemski o powierzchni 152 ha.
W 1983 r. we wsi było 6 domów z 19 mieszkańcami. We wsi funkcjonowało 5 indywidualnych gospodarstw rolnych na łącznej powierzchni 18 ha. W miejscowości działał punkt biblioteczny.
Inne miejscowości o nazwie Kanie: Kanie, Kaniew, Kaniewo, Kania.

## Znane osoby
- Arthur Nikutowski (ur. 1830 w Kaniach Iławieckich, zm. 1888 w Düsseldorfie) – malarz tworzący obrazy o tematyce historycznej i batalistycznej.